# Novodomské rašeliniště - Kovářská
Novodomské rašeliniště - Kovářská este o arie protejată (arie de protecție specială avifaunistică — SPA) din Republica Cehă întinsă pe o suprafață de 15.962,63 ha, integral pe uscat.

## Localizare
Centrul sitului Novodomské rašeliniště - Kovářská este situat la coordonatele 50°30′05″N 13°13′27″E / 50.501389°N 13.224167°E.

## Înființare
Situl Novodomské rašeliniště - Kovářská a fost declarat arie de protecție specială avifaunistică în ianuarie 2005 pentru a proteja 2 specii de animale.

## Biodiversitate
Situată în ecoregiunea continentală, aria protejată nu include niciun habitat protejat.
La baza desemnării sitului se află mai multe specii protejate de  păsări (2): ciocănitoare verzuie (Picus canus), cocoș de mesteacăn (Tetrao tetrix).